# Dobrów (województwo mazowieckie)
Dobrów – wieś sołecka w Polsce położona w województwie mazowieckim, w powiecie gostynińskim, w gminie Szczawin Kościelny.
W czasach Królestwa Polskiego istniała gmina Dobrów.
W latach 1975–1998 miejscowość administracyjnie należała do województwa płockiego.